# Crotalus viridis
Crotalus viridis este o specie de șerpi din genul Crotalus, familia Viperidae, descrisă de Rafinesque 1818. A fost clasificată de IUCN ca specie cu risc scăzut.

## Subspecii
Această specie cuprinde următoarele subspecii:
- C. v. nuntius
- C. v. viridis